# Soulcalibur: Broken Destiny
Soulcalibur: Broken Destiny (яп. ソウルキャリバー：ブロークンデスティニー Со:рукяриба Бурокун Дэсутини) — игра серии Soul, выпущенная эксклюзивно для портативной консоли PlayStation Portable. Разработана компанией Project Soul и выпущена Namco Bandai Games.

## Игровой процесс

### Режимы игры

#### Быстрый бой
Игрокам дается список персонажей и нужно биться с соперником. Игроки, которые выиграли у соперников, получат титул, который можно носить в режиме дуэли.

#### Гаунтлет
Гаунтлет (англ. The Gauntlet) сюжетный режим игры, который не имеет никакого отношения к основной вселенной Soulcalibur. Первоначально режим был в качестве комикса в коллекционном издании игры Soulcalibur IV. Комикс был настолько популярен, что разработчики решили сделать из него целую историю. В нём Касси и Хильда обучали игрока основам игры.
Игроки часто получают низкое здоровье и необходимо уходить от атак противника и контратаковать его. Всего есть 34 главы, от 2 до 4 суб-миссий в каждой главе. Игроки должны будут очистить все суб-миссии с рангом, чтобы разблокировать следующую главу. В качестве награды за завершение режима, игрокам дается оружие «Broken Destiny» и открывается новый персонаж Зигфрид.

#### Испытание
Режим «Испытание» (англ. Trial) состоит из трёх частей — «Trial of Attack» (рус. Испытание атакой), «Trial of Defense» (рус. Испытание в обороне) и «Endless Trials» (рус. Бесконечное испытание). Все части являются сражениями. Часть «Trial of Attack» проверяет игрока, как хорошо он может атаковать. «Trial of Defense» оценивает игрока, насколько хорошо он обороняется от атак и как контратакует. «Endless Trials» — бесконечная битва на выживание. Является объединением первых двух частей и бесконечные этапы из режима выживания.

#### Режим дуэли
Режим дуэли (англ. Versus) имеет такие же функции, что и быстрый бой, за исключением того, что игроки должны находятся рядом, чтобы играть по сети.

#### Обучение
Позволяет игроку проверить на практике свои навыки, также как и режим практики в других предыдущих игр серии Soul.

### Персонажи
Soulcalibur: Broken Destiny включает 28 персонажей. Вернулись все персонажи из Soulcalibur IV, но бонусные персонажи из фильмов «Звёздные войны» отсутствуют. В 2009 году на выставке Electronic Entertainment Expo, Namco Bandai показало, что будет присутствовать Кратос из серии игр God of War и новый эксклюзивный персонаж по имени Дампьер.

### Создание персонажа
Возможность изменять физические свойства персонажа, которая присутствовала в Soulcalibur IV, была удалена. Однако можно создавать своего персонажа. Можно поменять одежду и стиль боя своего персонажа, а также задать форму лица, цвет глаз, голос, используемое оружие и подобрать аксессуары и подстроить их положение и размер. Разработчики также сделали инструмент для создания «фотокарточек», демонстрируемых при выборе персонажа. Имеется 16 слотов для сохранения собственных героев.

## Выбор языка
В Soulcalibur: Broken Destiny имеется озвучивание и субтитры на английском и японском языках. Пользовательские персонажи, однако, могут быть названы только используя интерфейс именования латинского алфавита, вне зависимости от языковых настроек.

## Музыка
13 октября 2009 года в США и Японии посредством iTunes Store был выпущен саундтрек игры Soulcalibur: Broken Destiny Original Soundtrack. До этого, 1 сентября 2009 года сделавшие предзаказ игры, вместе с ней получали артбук и компакт-диск Soulcalibur: Broken Destiny Best Of Soundtrack. В него вошли 10 композиций непосредственно из Soulcalibur: Broken Destiny, и ещё 15 треков из предыдущих игр серии Soul: Soul Edge, Soulcalibur, Soulcalibur II, Soulcalibur III и Soulcalibur IV.
| №                   | Название                                                    | Музыка                        | Длительность |
| ------------------- | ----------------------------------------------------------- | ----------------------------- | ------------ |
| 1.                  | «Broken Destiny» (Soulcalibur: Broken Destiny)              | Дзюнъити Накацуру             | 1:21         |
| 2.                  | «Battle Cry» (Soulcalibur: Broken Destiny)                  | Дзюнъити Накацуру             | 1:51         |
| 3.                  | «One’s Mark In History» (Soulcalibur: Broken Destiny)       | Дзюнъити Накацуру             | 1:36         |
| 4.                  | «Afterglow — A Silent Prayer» (Soulcalibur: Broken Destiny) | Дзюнъити Накацуру             | 3:46         |
| 5.                  | «To The Wind» (Soulcalibur: Broken Destiny)                 | Кэйки Кобаяси                 | 2:01         |
| 6.                  | «Destiny Will Tell» (Soulcalibur: Broken Destiny)           | Масахару Ивата, Кэйки Кобаяси | 3:53         |
| 7.                  | «Innocent Vision» (Soulcalibur: Broken Destiny)             | Кэйки Кобаяси                 | 3:19         |
| 8.                  | «Halcyon Harbor» (Soulcalibur: Broken Destiny)              | Масахару Ивата, Кэйки Кобаяси | 3:32         |
| 9.                  | «Midnight Mystique» (Soulcalibur: Broken Destiny)           | Кэйки Кобаяси                 | 2:41         |
| 10.                 | «Who’s Stepped On Her Tail?» (Soulcalibur: Broken Destiny)  | Дзюнъити Накацуру             | 2:02         |
| 11.                 | «Dragon’s Call» (Soul Edge)                                 | Такаюки Айхара                | 2:52         |
| 12.                 | «Recollect Continent» (Soul Edge)                           | Такаюки Айхара                | 3:01         |
| 13.                 | «The Gears Of Madness» (Soul Edge)                          | Такаюки Айхара                | 2:39         |
| 14.                 | «Duelists» (Soulcalibur)                                    | Дзюнъити Накацуру             | 2:50         |
| 15.                 | «In The Name Of The Father» (Soulcalibur)                   | Акитака Тояма                 | 2:28         |
| 16.                 | «Chasing Downstream» (Soulcalibur)                          | Ёсихито Яно                   | 2:45         |
| 17.                 | «Unwavering Resolve» (Soulcalibur II)                       | Дзюнъити Накацуру             | 2:27         |
| 18.                 | «If There Where Any Other Way» (Soulcalibur II)             | Дзюнъити Накацуру             | 2:23         |
| 19.                 | «Hellfire» (Soulcalibur II)                                 | Дзюнъити Накацуру             | 2:57         |
| 20.                 | «Call Of The Ancients» (Soulcalibur III)                    | Рюти Такада                   | 2:21         |
| 21.                 | «Sail Over The Storm» (Soulcalibur III)                     | Дзюнъити Накацуру             | 2:45         |
| 22.                 | «Endless Warfare» (Soulcalibur III)                         | Дзюнъити Накацуру             | 2:31         |
| 23.                 | «Phantasmagoria» (Soulcalibur IV)                           | Дзюнъити Накацуру             | 3:06         |
| 24.                 | «Twilight Dwellers» (Soulcalibur IV)                        | Кэйки Кобаяси                 | 3:13         |
| 25.                 | «Path Of Destiny» (Soulcalibur IV)                          | Дзюнъити Накацуру             | 6:42         |
| Общая длительность: | Общая длительность:                                         | Общая длительность:           | 71:02        |

| №                   | Название                      | Музыка              | Длительность |
| ------------------- | ----------------------------- | ------------------- | ------------ |
| 1.                  | «Broken Destiny»              | Дзюнъити Накацуру   | 1:21         |
| 2.                  | «Battle Cry»                  | Дзюнъити Накацуру   | 1:51         |
| 3.                  | «One’s Mark In History»       | Дзюнъити Накацуру   | 1:36         |
| 4.                  | «Afterglow (A Silent Prayer)» | Дзюнъити Накацуру   | 3:45         |
| 5.                  | «To the Wind»                 | Кэйки Кобаяси       | 2:00         |
| 6.                  | «Destiny Will Tell»           | Масахару Ивата      | 3:52         |
| 7.                  | «Innocent Vision»             | Кэйки Кобаяси       | 3:19         |
| 8.                  | «Halcyon Harbor»              | Масахару Ивата      | 3:31         |
| 9.                  | «Midnight Mystique»           | Кэйки Кобаяси       | 2:41         |
| 10.                 | «Who’s Stepped On Her Tail»   | Дзюнъити Накацуру   | 2:02         |
| Общая длительность: | Общая длительность:           | Общая длительность: | 25:58        |

## Оценки и мнения
| Сводный рейтинг       | Сводный рейтинг |
| Агрегатор             | Оценка          |
| --------------------- | --------------- |
| GameRankings          | 79,74 %         |
| Metacritic            | 80/100          |
| Иноязычные издания    |                 |
| Издание               | Оценка          |
| 1UP.com               | A-              |
| AllGame               | [ 10 ]          |
| Eurogamer             | 8/10            |
| G4                    | 4/5             |
| Game Informer         | 7,50/10         |
| GamePro               | [ 14 ]          |
| GameRevolution        | B+              |
| GameSpot              | 7,5/10          |
| GameSpy               | [ 17 ]          |
| GamesRadar+           | 8/10            |
| GameTrailers          | 8,4/10          |
| GameZone              | 8,5/10          |
| IGN                   | 8,0/10          |
| Русскоязычные издания |                 |
| Издание               | Оценка          |
| «Страна игр»          | 8,0/10          |

Игра получила положительные отзывы. Журнал «Страна игр» критиковал игру за отсутствие полноценной онлайн-игры и статистики, довольно скучный и невразумительный одиночный режим и онлайн против режима. Из преимуществ отметили доработанную боевую систему, отличную графику, огромный выбор персонажей и арен и возможность сразиться на стороне с самим Кратосом. В своём выводе они сказали, что «два новых персонажа смотрятся здесь куда уместнее, чем джедаи из Звёздных войн», и назвали одним из лучших файтингов на консоли.
Сайт Eurogamer в своём обзоре посоветовали не брать игру тем, у кого есть Soulcalibur IV, так как они «по сути покупают ту же игру», но заявил, что Soulcalibur: Broken Destiny понравится фанатам God of War из-за Кратоса.
GameSpy назвали игру одной из лучших на PlayStation Portable. С этим заявлением согласны такие сайты и журналы, как GameSpot, IGN и GamePro, которые также хвалили за сложный и проработанный дизайн персонажей и уровней, а также эффекты и музыку.